# Protoblepharus medogensis
Protoblepharus medogensis — вид сцинкоподібних ящірок родини сцинкових (Scincidae). Ендемік Китаю.

## Поширення і екологія
Protoblepharus medogensis відомі з типової місцевості, розташованої в районі містечка Бейбенг у повіті Медог, на південному сході Тибету, на висоті 850 м над рівнем моря. Вони живуть в широколистяних лісах Східних Гімалаїв, серед опалого листя.